# Pandemia de COVID-19 no Chile
Foi confirmado que a pandemia de COVID-19 chegou ao Chile em março de 2020. Desde março de 2020, há um considerável surto de COVID-19 no Chile. Embora os casos iniciais tenham sido importados do sudeste da Ásia e da Europa, eles se expandiram para uma quantidade considerável de infecções não rastreáveis, colocando o país na fase 4 da pandemia definida pela OMS e ultrapassando mil casos confirmados em 25 de março de 2020. o potencial de aumento de casos de coronavírus no Chile é vasto, especialmente considerando os contínuos protestos em massa.

## Linha  do tempo

### Março

#### 3 de março de 2020
O Ministro da Saúde Pública confirmou o primeiro caso do vírus SARS-CoV-2 no Chile, tornando o país o terceiro na América Latina a denunciar tal caso após Brasil e Argentina, o último relata seu primeiro caso algumas horas antes. O paciente zero é um homem de 33 anos de idade na cidade de Talca.

#### 18 de março de 2020
O Chile fechou todas as fronteiras do país.

#### 19 de março de 2020
Às 00:00 horas de hoje (hora local) entrou em vigor o estado de exceção por desastre em todo o território nacional. A duração será de 90 dias. Existe a probabilidade de ser estendida.

### Abril
Em abril de 2020, a economia chilena caiu 14,1% devido às medidas de isolamento social e à suspensão de atividades provocadas pela pandemia de COVID-19. Foi o primeiro mês a refletir integralmente os efeitos da crise.

### Junho

#### 13 de junho de 2020
O Ministro da Saúde Pública —Jaime Mañalich— renunciou ao cargo, sendo substituído por Enrique Paris. Mañalich disse: «É o meu dever republicano me afastar».

#### 15 de junho de 2020
O Presidente da República do Chile —Sebastián Piñera— estendeu o estado de exceção de catástrofe por um período de noventa dias mais, entrando em vigor no dia seguinte (16).

## Resumo de casos

### Resumo por região
- Atualizado em 11 de setembro de 2020.[8]

| Regiões                       | Casos confirmados         | Mortes        |
| ----------------------------- | ------------------------- | ------------- |
| Arica e Parinacota            | 7187                      | 126           |
| Tarapacá                      | 11 091                    | 213           |
| Antofagasta                   | 18 934                    | 470           |
| Atacama                       | 6163                      | 52            |
| Coquimbo                      | 10 885                    | 172           |
| Valparaíso                    | 24 788                    | 770           |
| Metropolitana de Santiago     | 279 129                   | 8818          |
| O'Higgins                     | 14 449                    | 359           |
| Maule                         | 13 139                    | 283           |
| Ñuble                         | 5362                      | 92            |
| Bío-Bío                       | 19 866                    | 255           |
| Araucanía                     | 5758                      | 97            |
| Los Ríos                      | 1305                      | 15            |
| Los Lagos                     | 7372                      | 76            |
| Aysén                         | 143                       | 1             |
| Magalhães e Antártica Chilena | 4910                      | 50            |
| desconhecida                  | 54                        | 1             |
| Chile Total: 16 regiões       | 430 535 casos confirmados | 11 850 mortes |

## Estatística

### Novos casos por dia
- Em 27 de março de 2020 existem 1610 casos confirmados no Chile.

| Dia                 | Novo caso | Caso acumulado | Recuperado acumulado | Morte acumulado |
| ------------------- | --------- | -------------- | -------------------- | --------------- |
| 3 de março de 2020  | 1         | 1              | 0                    | 0               |
| 4 de março de 2020  | 2         | 3              | 0                    | 0               |
| 5 de março de 2020  | 1         | 4              | 0                    | 0               |
| 6 de março de 2020  | 1         | 5              | 0                    | 0               |
| 7 de março de 2020  | 2         | 7              | 0                    | 0               |
| 8 de março de 2020  | 3         | 10             | 0                    | 0               |
| 9 de março de 2020  | 3         | 13             | 0                    | 0               |
| 10 de março de 2020 | 4         | 17             | 0                    | 0               |
| 11 de março de 2020 | 6         | 23             | 0                    | 0               |
| 12 de março de 2020 | 11        | 34             | 0                    | 0               |
| 13 de março de 2020 | 9         | 43             | 0                    | 0               |
| 14 de março de 2020 | 18        | 61             | 0                    | 0               |
| 15 de março de 2020 | 14        | 75             | 0                    | 0               |
| 16 de março de 2020 | 81        | 156            | 0                    | 0               |
| 17 de março de 2020 | 45        | 201            | 1                    | 0               |
| 18 de março de 2020 | 37        | 238            | 3                    | 0               |
| 19 de março de 2020 | 104       | 342            | 5                    | 0               |
| 20 de março de 2020 | 92        | 434            | 6                    | 0               |
| 21 de março de 2020 | 103       | 537            | 8                    | 1               |
| 22 de março de 2020 | 95        | 632            | 8                    | 1               |
| 23 de março de 2020 | 114       | 746            | 11                   | 2               |
| 24 de março de 2020 | 176       | 922            | 17                   | 2               |
| 25 de março de 2020 | 220       | 1142           | 22                   | 3               |
| 26 de março de 2020 | 164       | 1306           | 33                   | 4               |
| 27 de março de 2020 | 304       | 1610           | 43                   | 5               |
| 28 de março de 2020 | 299       | 1909           | 61                   | 6               |